# Jenštejn (hrad)
Jenštejn (německy Jenstein, též Jenzenstein nebo Genzenstein) je zřícenina hradu ve stejnojmenné obci v okrese Praha-východ ve Středočeském kraji. Od jména hradu odvozují svůj přídomek páni z Jenštejna. Od roku 1966 je chráněn jako kulturní památka. Majitelem a správcem hradu je obec Jenštejn.
Hrad byl zpřístupněn veřejnosti po opravě v roce 1977. Nachází se v něm expozice Oblastního muzea Praha-východ o době života na hradě s dobovými vyobrazeními a modelem hradu. Hradní věž převyšuje okolní rovinatou krajinu, a využívá se jako rozhledna. Okolo hradu vede červeně značená turistická trasa 0003 z Vinoře do Miškovic.

## Historie

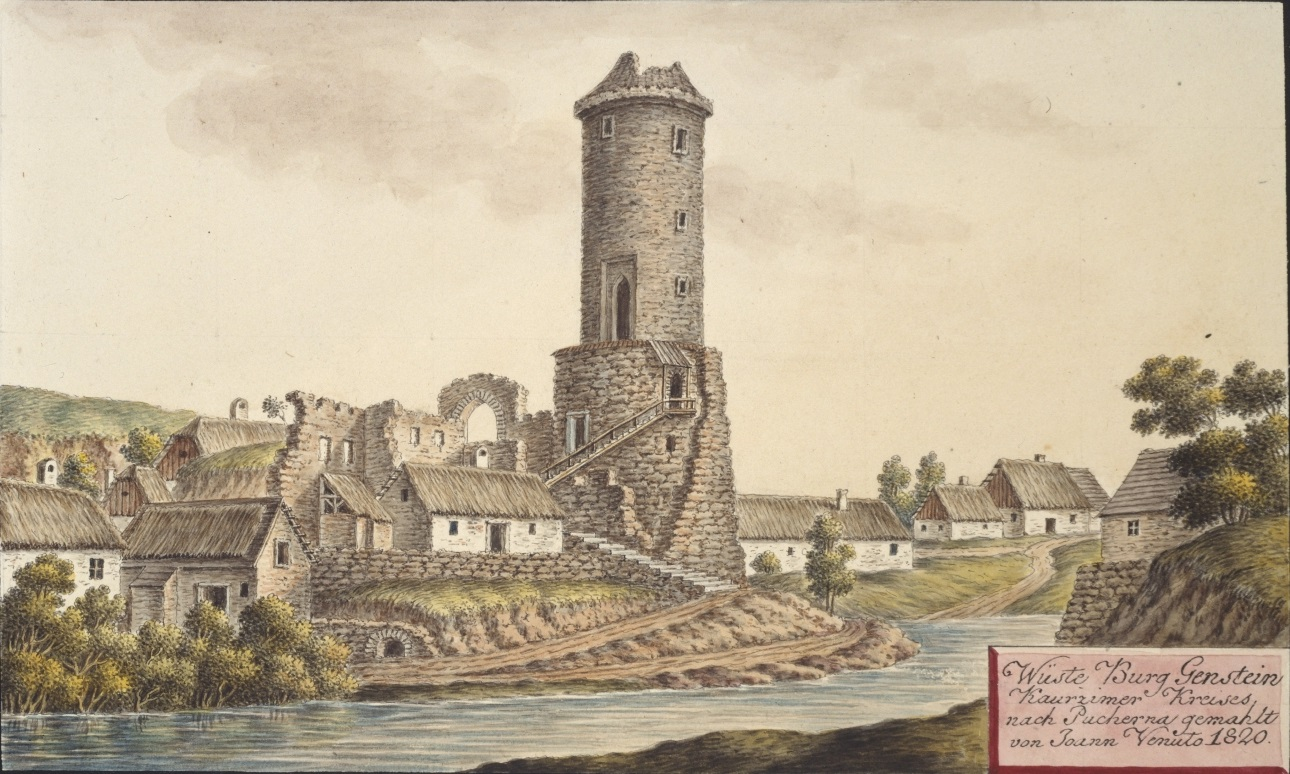
Jenštejn, uváděný jako pustý hrad Genstein na kolorované kresbě Jana Antonína Venuta z roku 1820.

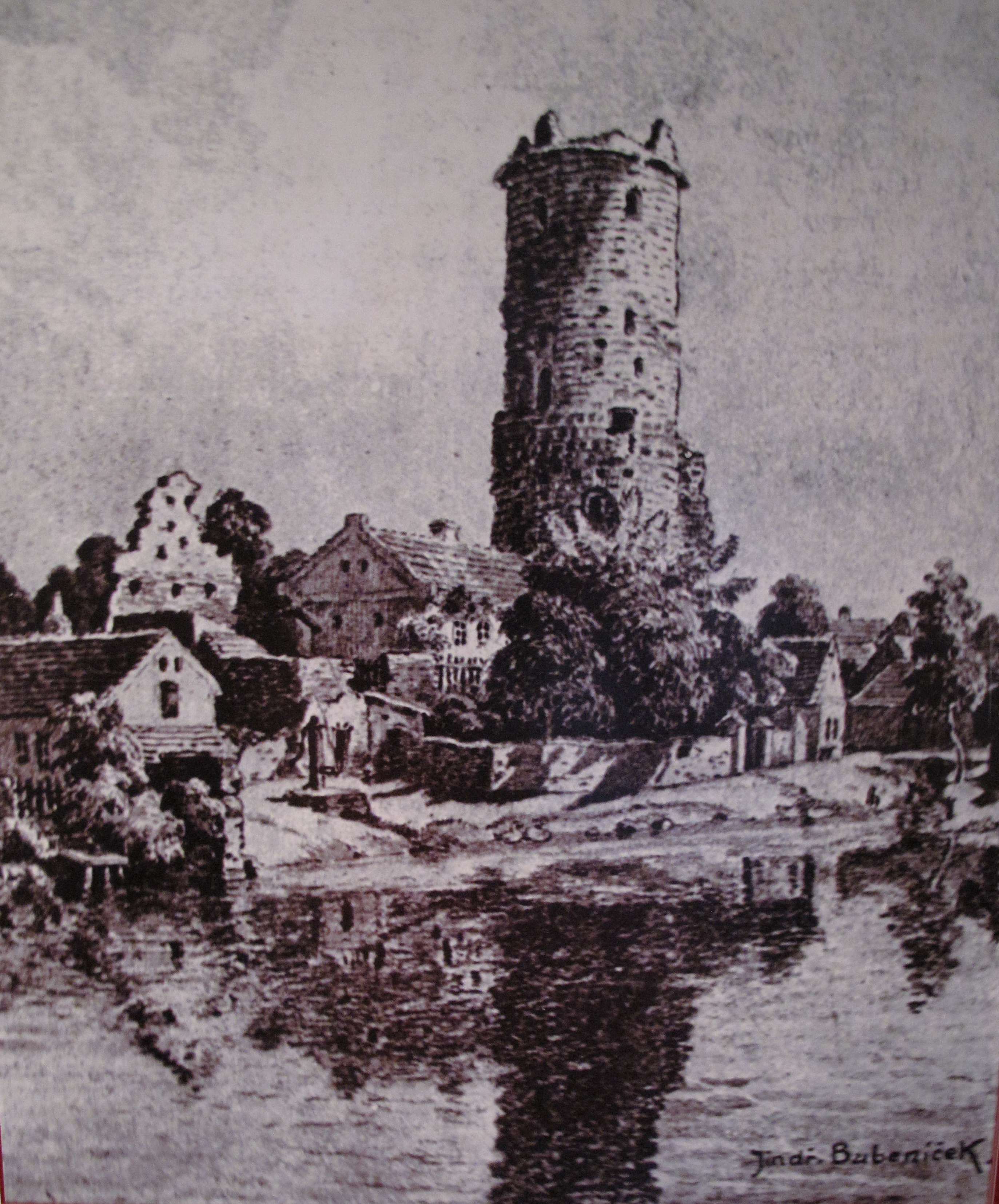
Obrázek hradu Jenštejn přibližně z roku 1890 od Jindřicha Bubeníčka

První písemná zmínka o Jenštejnu pochází z roku 1341, kdy ho vlastnil Jenec z Janovic, pravděpodobně jeho zakladatel. Jenec hrad pojmenoval po sobě (Jencestein = Jencův kámen). Okolo roku 1368 koupil hrad notář královské komory Pavel, který záhy začal používat přídomek z Jenštejna. Pavel byl bratrem pražského arcibiskupa Jana Očka z Vlašimi a zemřel v roce 1375. Měl čtyři syny: Martina, Jana (pozdějšího pražského arcibiskupa), Pavla a Václava. Hrad mohli po otci zdědit Martin († 1380) a Jan, ale který z nich to byl, nebo zda hrad drželi v nedílu, není známo.
Jan z Jenštejna byl významný vzdělanec, který potřeboval vybudovat dostatečně reprezentativní sídlo. Jeho přestavba odrážela význam a společenskou prestiž svého majitele. Věž nese znaky typické pro hrady královské huti: vedle profilace portálů je to záměrné užití štaufského bosovaného zdiva pro především estetickou funkci. Jan se však brzy po přestavbě dostal do sporů s Václavem IV., který na hrad zaútočil a potom mu ho roku 1390 zkonfiskoval. Ještě téhož roku se vlastníkem hradu stal podkomoří Zikmund Huler z Orlíku. Není jasné, jak dlouho Zikmund Huler zůstal jenštejnským pánem, ale v roce 1398, kdy byl jenštejnským purkrabím Pešík Bryl, mu hrad už patřit nemusel.
Na začátku 15. století Jenštejn patřil Oldřichovi z Černčic, a před ním snad ještě Ctibor z Jenštejna. Přídomek z Jenštejna používal také Hron, po němž byla roku 1410 vyhlášena odúmrť na jakýsi plat v Jizerním Vtelně a který mohl být dalším jenštejnským držitelem nebo purkrabím. Krátce poté hrad získal Jindřich z Cách, který k panství připojil Čelákovice a Mochov. Purkrabími za něj byli Kašpar (1413), Pešek (1415) a v roce 1416 jakýsi Karec.
Někdy po roce 1426 hrad koupil Aleš Škopek z Dubé, ale jako jenštejnský pán byl poprvé označen až v roce 1431. Zemřel nejpozději roku 1435, kdy byl purkrabím Petr Suda. V letech 1447–1448 hrad patřil Janovi z Liblic, po něm Baltazarovi z Košíně, později Václavu Holci z Květnice, roku 1502 Bohuslavovi Ojíři z Očedělic a v roce 1507 Janu Ojířovi z Očedělic.

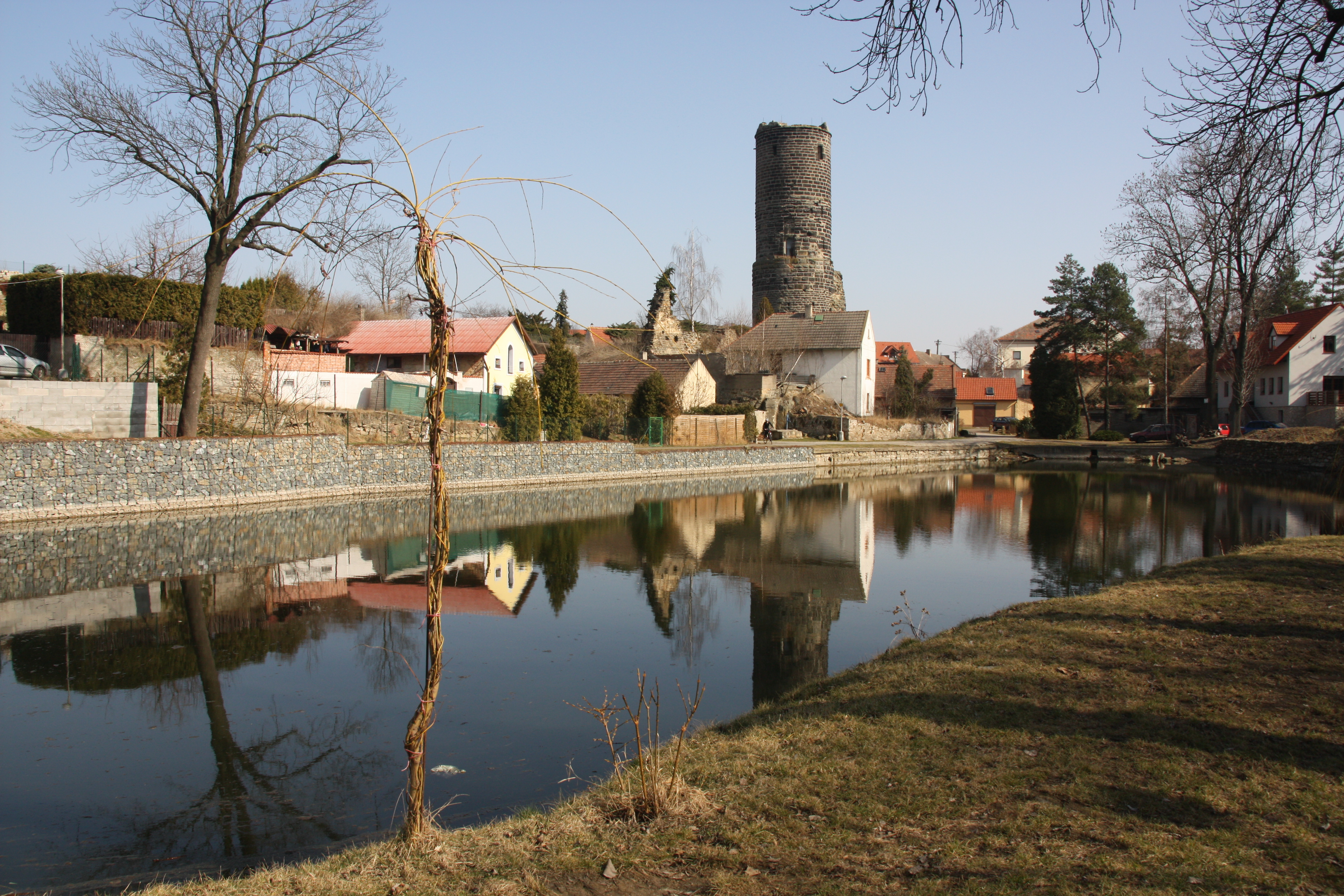
Jenštejn z jihu

Na začátku roku 1521 zemřel Jan Zachař z Plotišť, který Jenštejn odkázal Ladislavovi ze Šternberka. Jeho nástupcem byl Jan Litoborský z Chlumu, který hrad v roce 1526 prodal Janovi Hrušovskému z Hrušova. Od jeho synů Miloty, Jetřicha, Bedřicha, Petra, Jiřího, Mikuláše, Jindřicha a Bohušeho Jenštejn roku 1539 koupil Mikuláš Rendl z Úšavy, ale o dva roky později ho nechal zapsat do zemských desek místopísaři Hynku Krabicovi z Veitmile. Už v roce 1542 hrad patřil bratrům Václavovi a Mikulášovi Hrzánům z Harasova. Po dvou letech se bratři rozdělili o majetek, takže Václav dostal hrad se dvorem, vsí s příslušenstvím, ctěnický panstvím a vesnicemi Ostrov, Šestajovice, Radonice a Křivenice. Statek potom vlastnil do roku 1560, kdy jej prodal Janovi Dobřichovskému z Dobřichova.
Vladyka Jan Dobřichovský z Dobřichova byl do rytířského stavu přijat teprve v roce 1555 a teprve po několika letech dostal od císaře Ferdinanda svolení používat erb původního rodu Dobřichovských. Roku 1568 Jan Dobřichovský prodal Jenštejn Ladislavovi staršímu z Lobkovic, ale protože neměl hrad zapsaný v zemských deskách, nemohl jej Ladislavovi předat. Po Janově smrti se správy jenštejnského panství ujala jeho sestra Dorota Lipská z Prahy. Jan Dobřichovský však byl předtím odsouzen k několika pokutám, které nezaplatil, a proto se Jenštejna zmocnil brandýský hejtman. Hrad se tak stal součástí brandýského panství, ale nebyl obýván a chátral. V roce 1608 byl uveden jako „zámek starý a spustlý“.

## Stavební podoba
Jenštejn byl založen jako vodní hrad v nevýhodné údolní poloze na nízké pískovcové skále. Hluboký, ve skále vytesaný příkop se dal kdykoliv naplnit vodou z několika rybníků na Vinořském potoce. Příkop je zasypán a zastavěn mladší zástavbou. Podobu ani polohu předhradí neznáme.

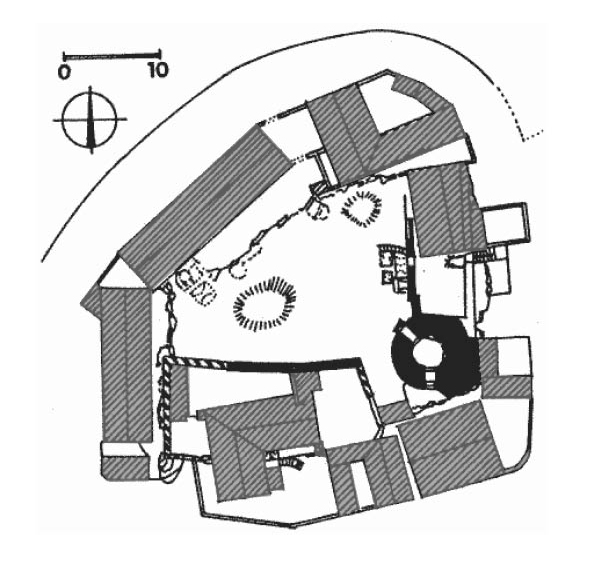
Půdorys hradu

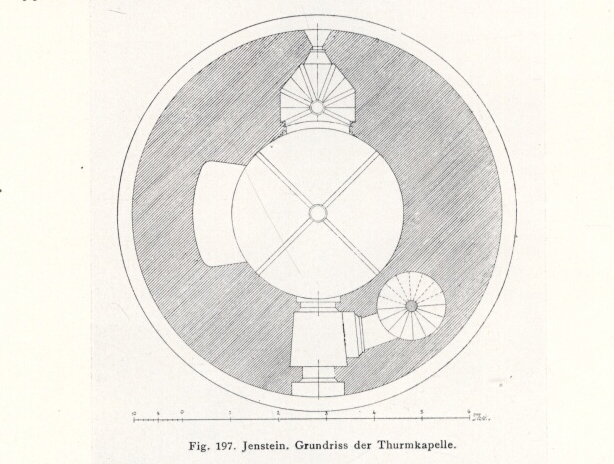
Půdorys kaple

Hradní jádro mělo trojúhelný tvar. Z nejstarší stavební fáze v něm pochází jen spodní část bergfritu a přilehlá část hradby, které jsou vyzděné z menších kamenů. Malé nádvoří obklopovala tři palácová křídla. Severní zmizelo prakticky beze stopy, protože skála pod ním byla z velké části odtěžena. Z čelního paláce na východní straně stojí část nádvorní stěny s obloukem vstupu do suterénu. Drobný fragment ostění portálu v téže zdi dokládá výškovou úroveň původního vstupu. Ze třetího paláce se dochovala nádvorní a části bočních stěn.
Dominantou zachované části hradu je 22 metrů vysoká okrouhlá věž, na které jsou u vstupu umístěny tři erby majitelů vytesané z pískovce. Ve druhém podlaží věže je dochována pozoruhodná kaple na kruhovém půdorysu. Věží prochází šnekové schodiště. Na nádvoří jsou zachovány zbytky obvodových stěn bývalého paláce. Věž byla za Jana z Jenštejna navýšena, což je znát na navázání užší horní části na širší spodní. Tento přechod byl využit jako ochoz pro strážce, později byl upraven na krytou pavlač. Původní vstup byl až v prvním patře po padacím můstku, ale později byl proražen nový v přízemí. Věž byla zastřešena kamennou helmicí se čtyřmi vikýři, zbytky zastřešení je možné vidět na starých rytinách (ještě na rytinách z 19. století jsou patrné).
Za přestavby Jana z Jenštejna vznikla v druhém podlaží okrouhlé věže jeho soukromá kaple. Kaple kruhovitého půdorysu je zaklenuta žebrovou klenbou s malým hladkým svorníkem uprostřed. Nachází se tam také malý pětiboký presbytář zaklenutý žebrovou klenbou s pěti paprsky a se stejným hladkým svorníkem, který je osvětlován úzkým lomeným okénkem. Pod triumfálním obloukem, který má ze strany presbytáře jednoduché geometricky naznačené patky hlavice, je kamenná mensa s arcibiskupovým osobním erbem. Až po novodobé rekonstrukci byl prostor kaple doplněn bustou arcibiskupa Jana z Jenštejna, nejvýznamnějšího majitele hradu, která je replikou té z triforia v katedrále svatého Víta na Pražském Hradě.

Hradní kaple
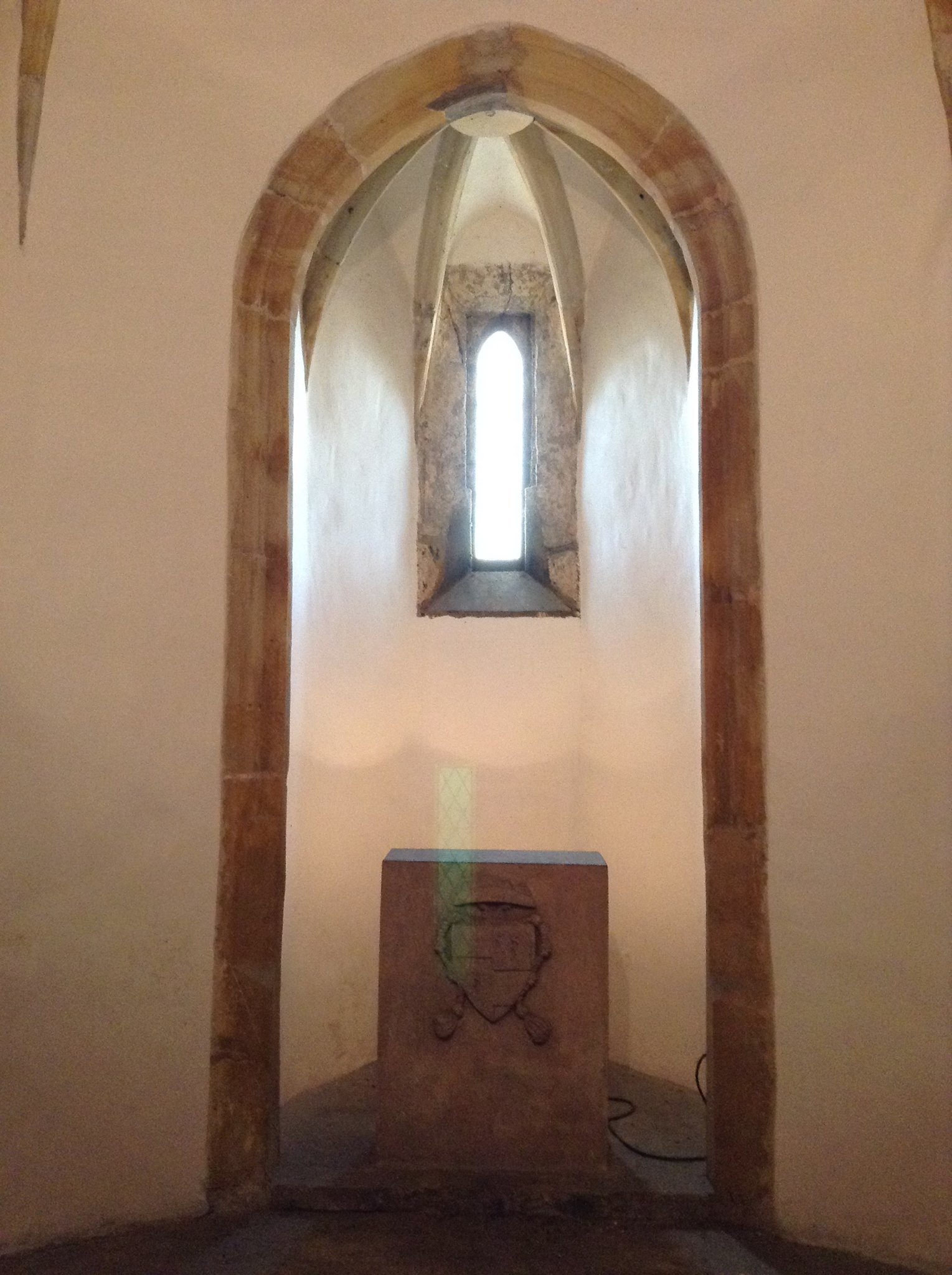
Presbytář v kapli s kamennou menzou zdobenou erbem Jana z Jenštejna
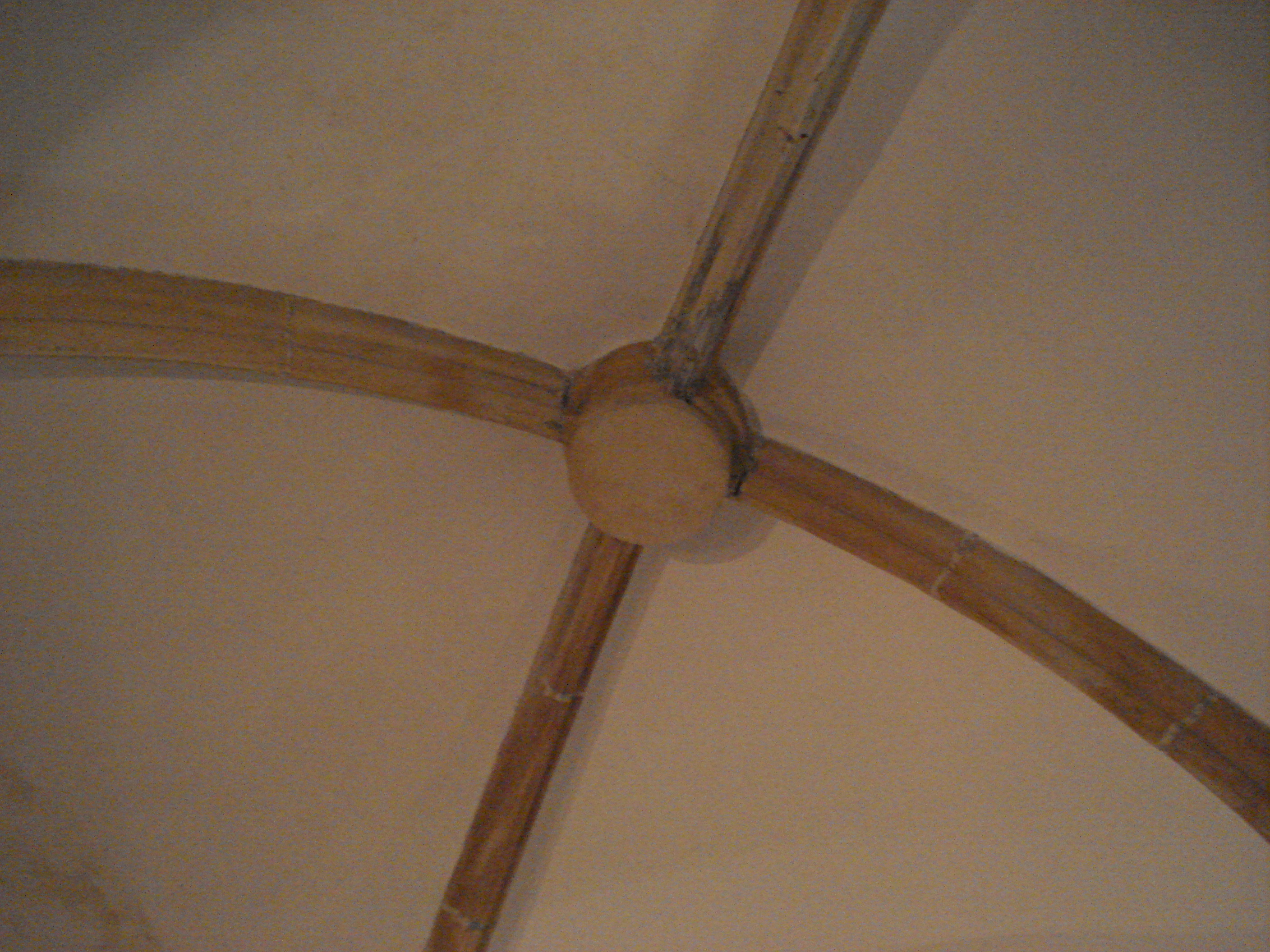
Žebrová klenba v kapli s hladkým svorníkem
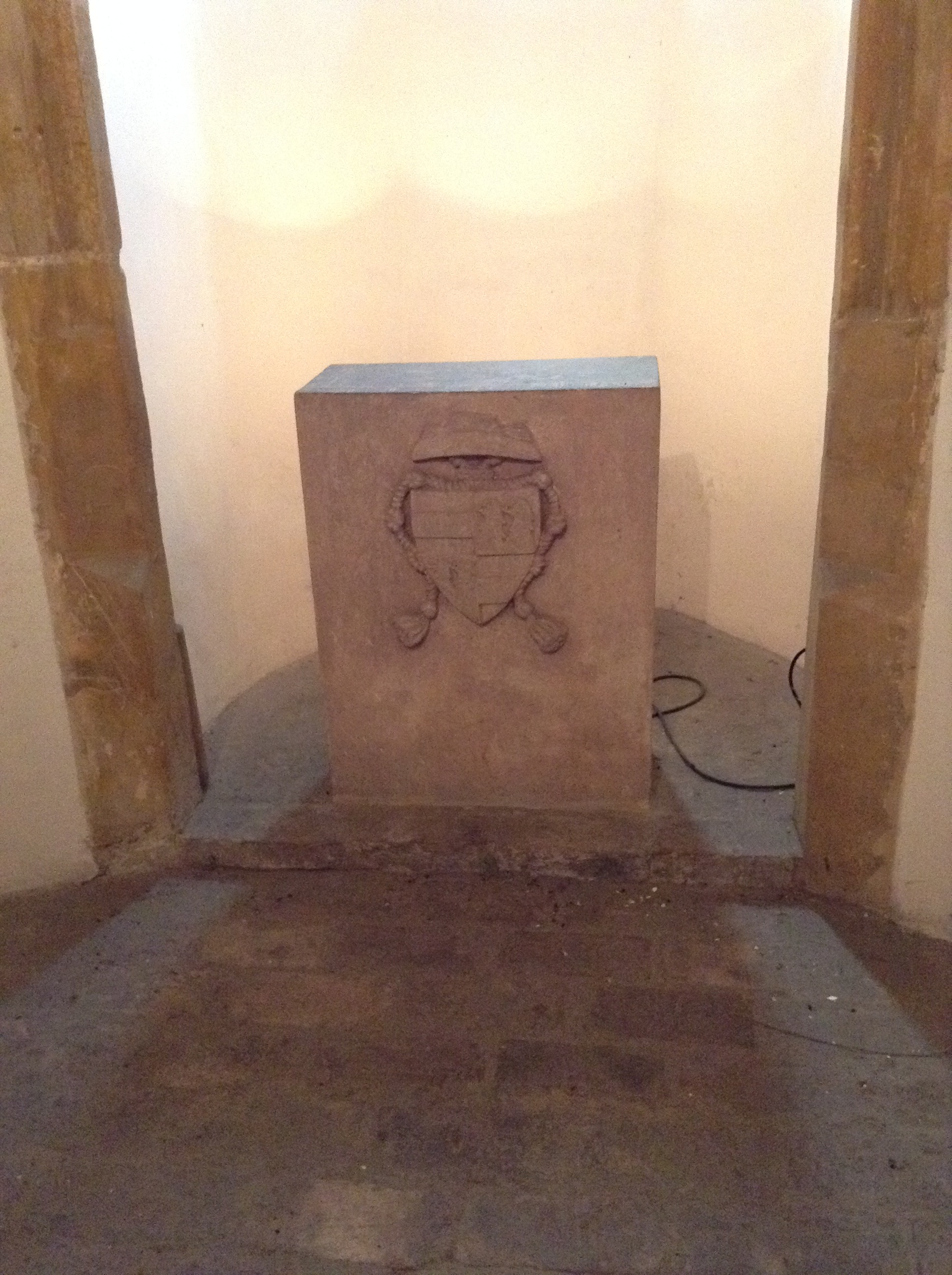
Kamenná menza s erbem Jana z Jenštejna
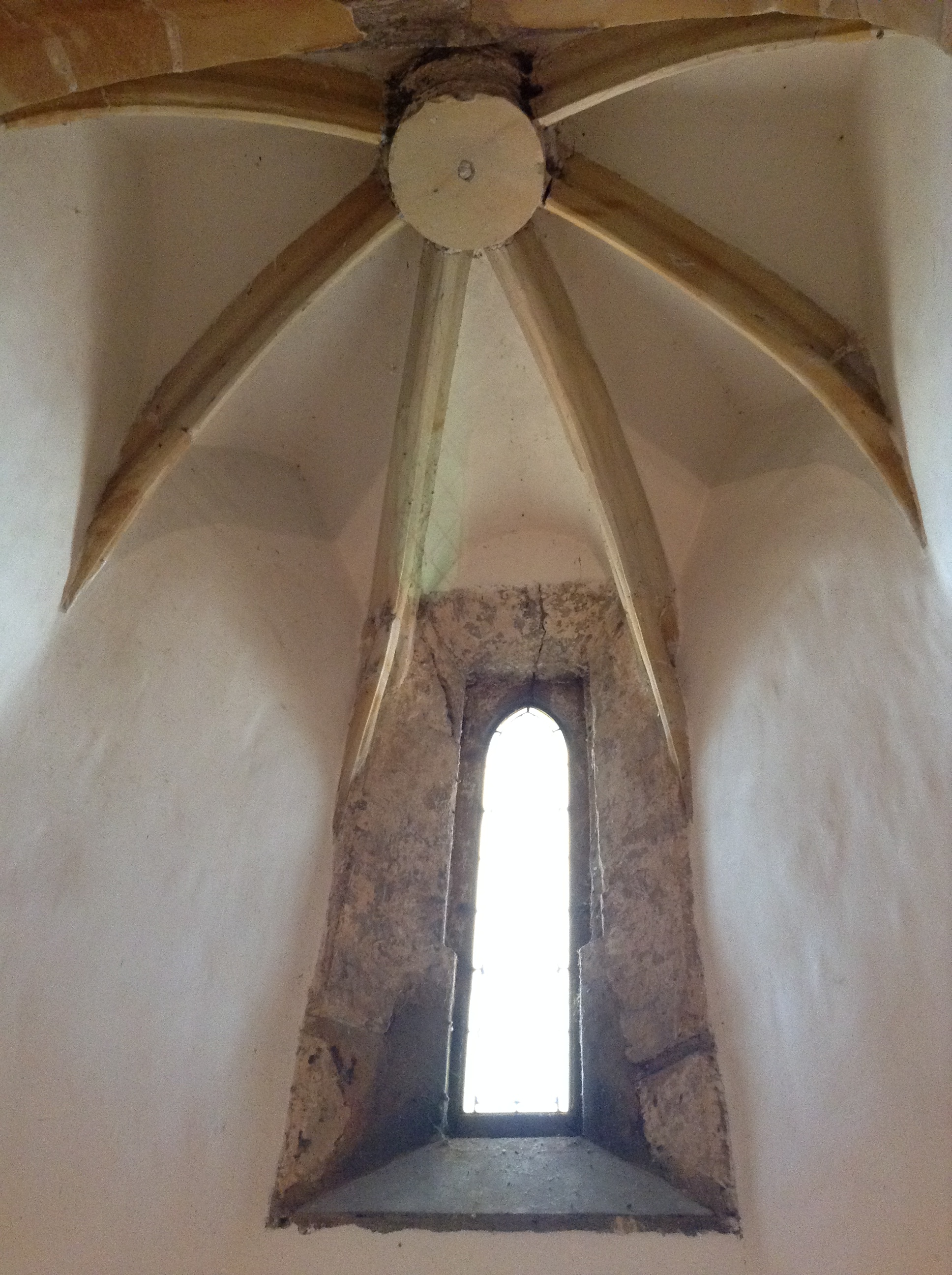
Paprsčitá klenba presbytáře s hladkým svorníkem
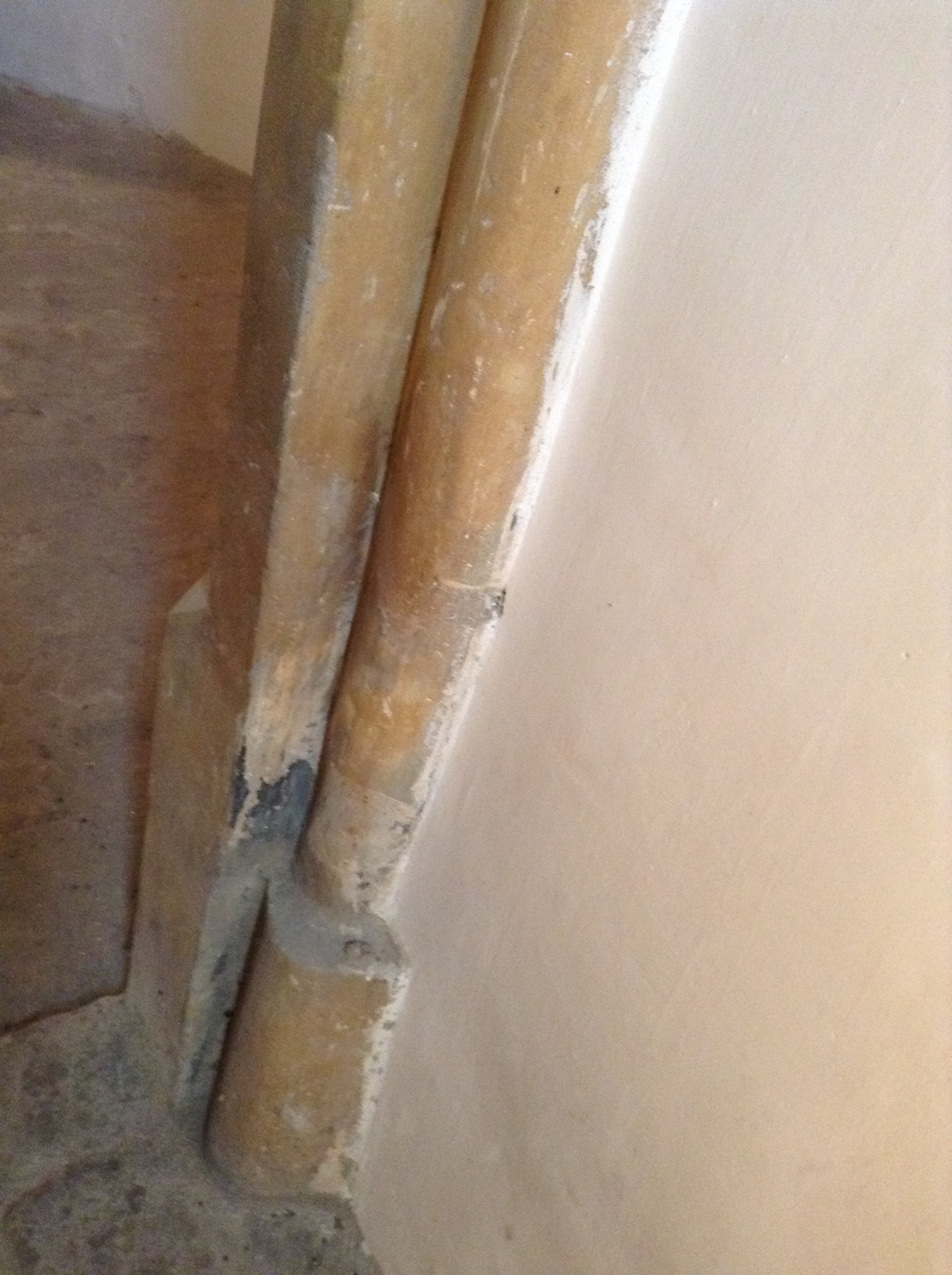
Jednoduchá patka v kapli

Ve spodní části věže jsou sklepní prostory, které zřejmě sloužily jako spíže a komory. Nad kaplí jsou ještě další dvě patra, do prvního z nich se vstupuje po úzkém točitém schodišti.